# Церква святого імені Ісуса
Це́рква Свя́того І́мені Ісу́са (італ. Chiesa del Sacro Nome di Gesù) — соборна церква Товариства Ісуса (ордена єзуїтів), в якій похований його засновник — св.Ігнатій Лойола. Розташована на невеликій однойменній площі в центрі Рима. Названа на честь святого імені Ісуса. У церкві перебувають мощі святого Андрія Боболі, які Папа Пій XI віднайшов в Інституті гігієни в Москві та 18 травня 1924 року передав до храму.

## Історія
Побудована в 1568–1584 роках у дусі маньєризму, близько естетики бароко (архітектори Джакомо да Віньола і Джакомо делла Порта, початковий проєкт підготував Мікеланджело).
Церква була прийнята за канон для єзуїтських храмів по всій Європі (особливо в Речі Посполитій, у нинішній Україні, в Литві та Білорусі), а також в Латинській Америці. Однією з основних художніх особливостей церкви є унікальна фреска на плафоні церкви. Написані особливим чином фігури створюють ілюзію, що вони літають під стелею і навіть відкидають на нього тінь, хоча насправді вони написані в одній площині.

## Усипальниця
Поховані, зокрема, кардинал Юрій Радзивілл.

## Галерея

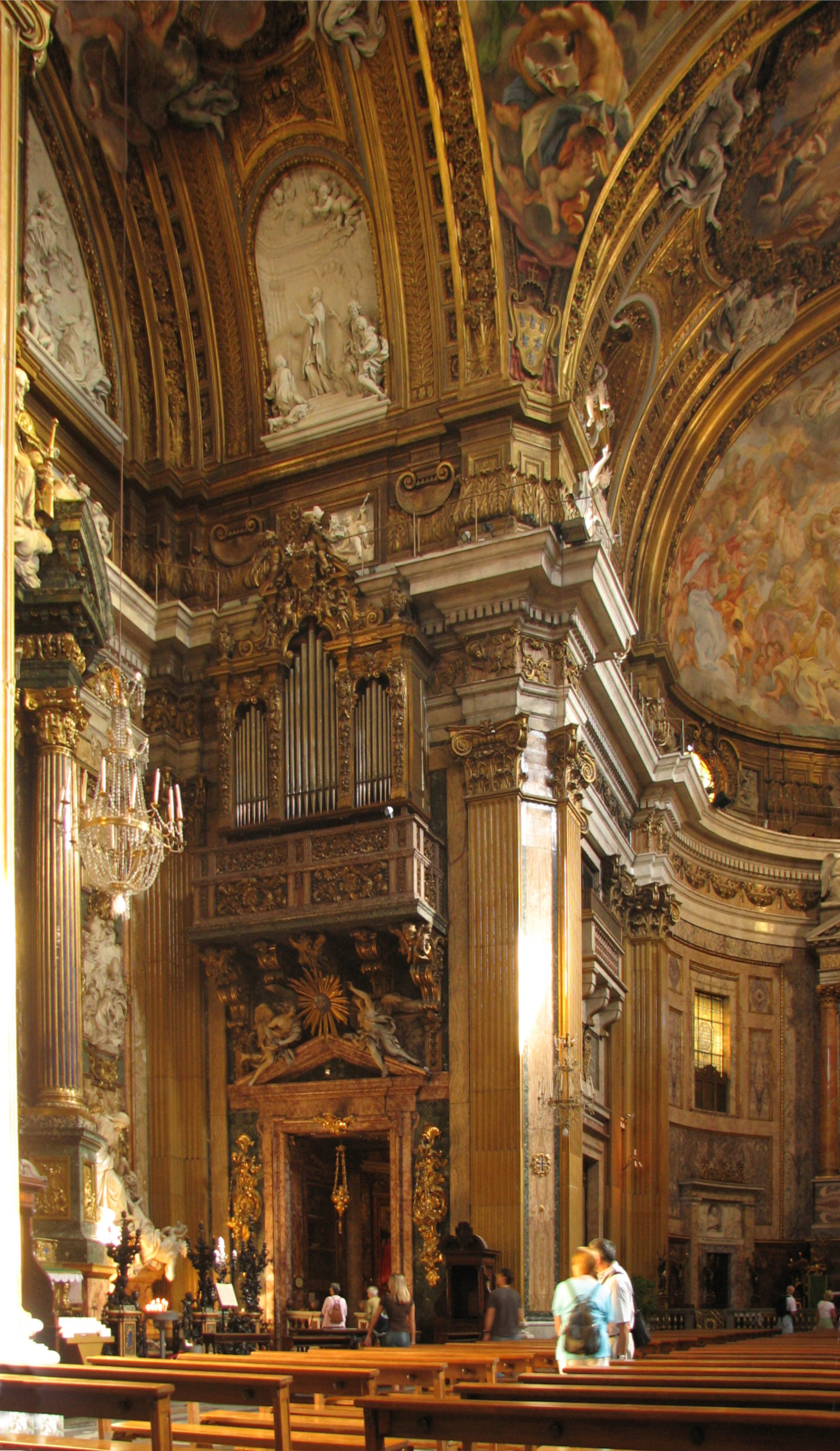
Каплиця св. Ігнатія
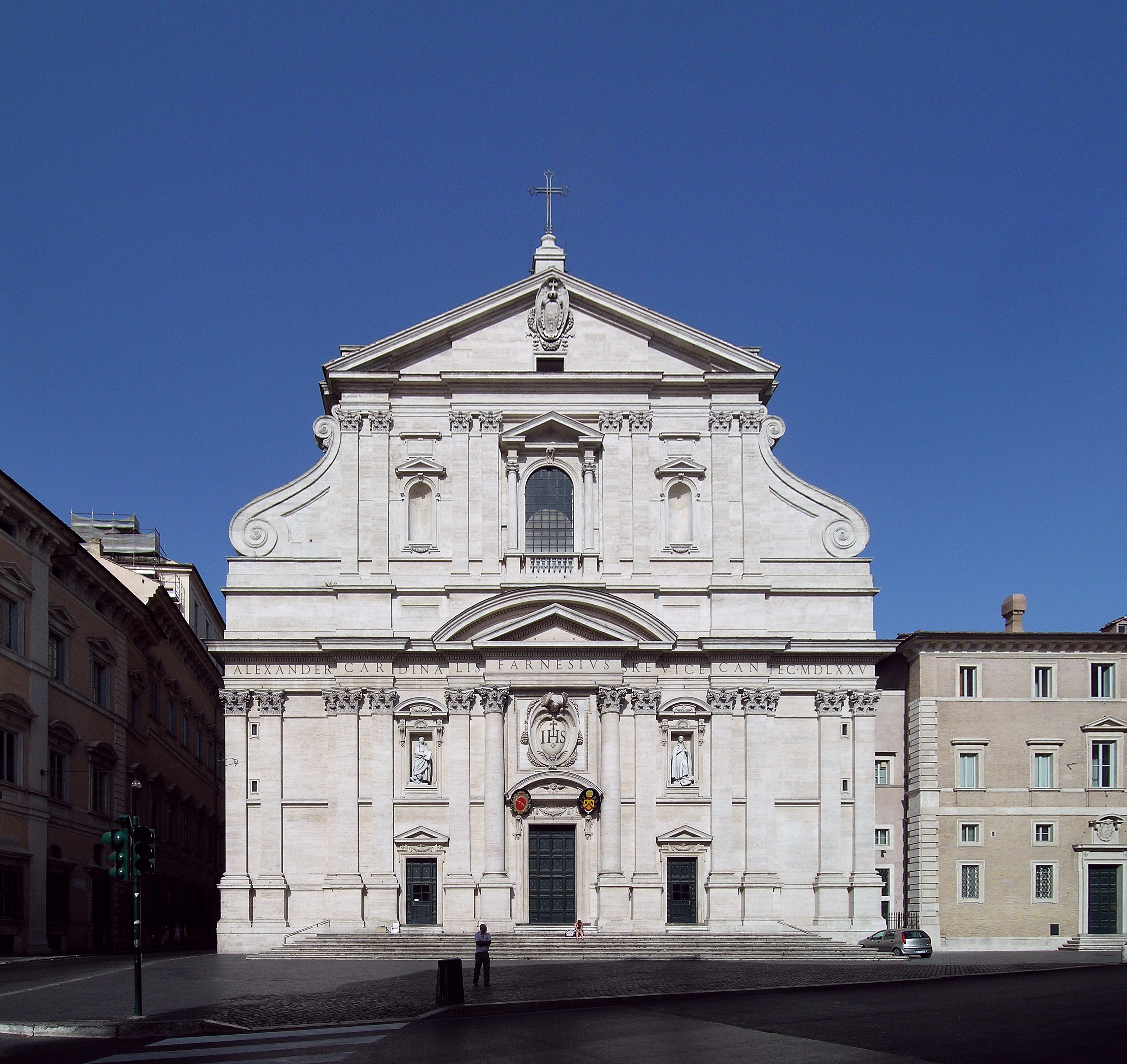
Фасад на площу
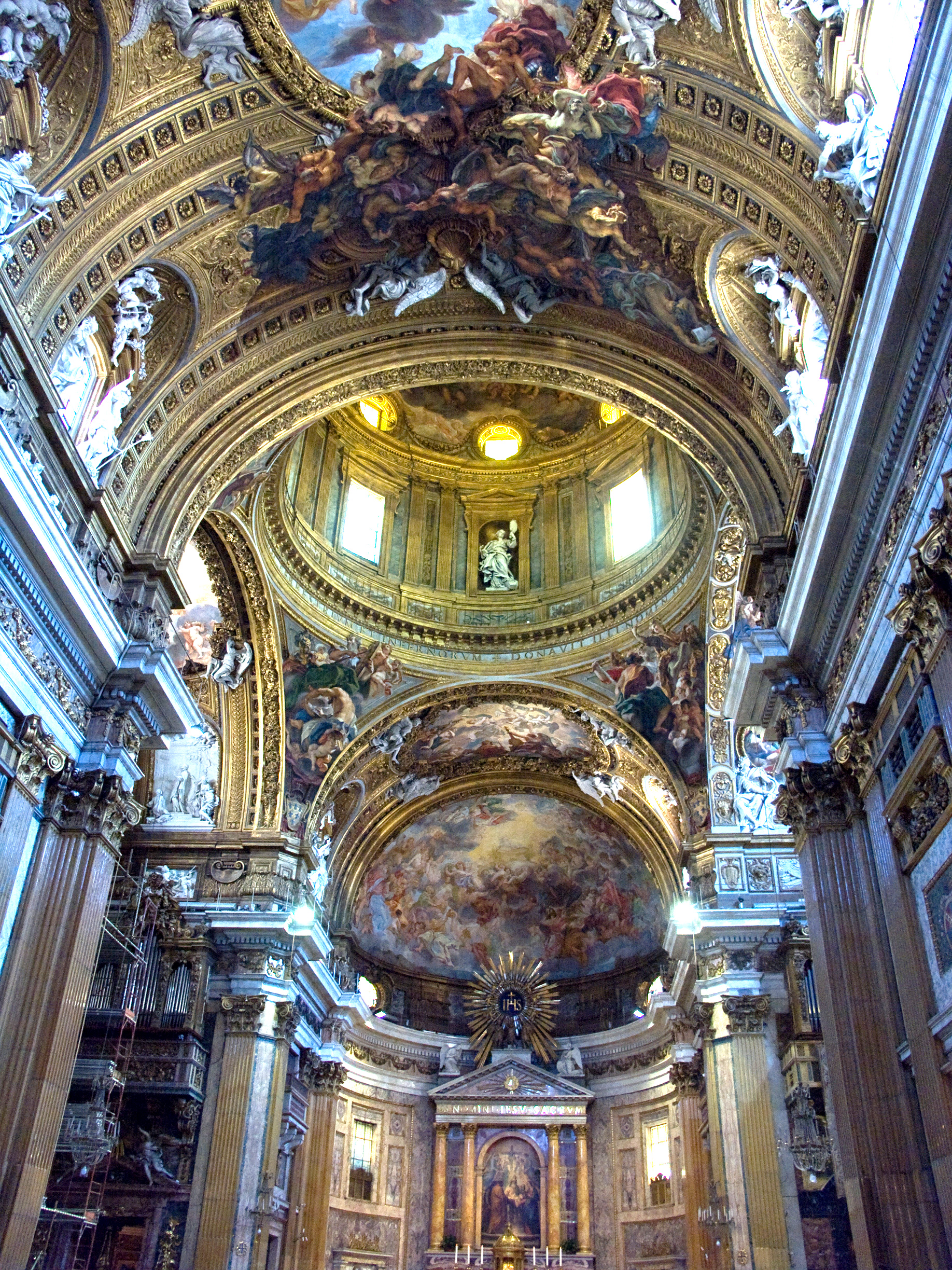
Нава
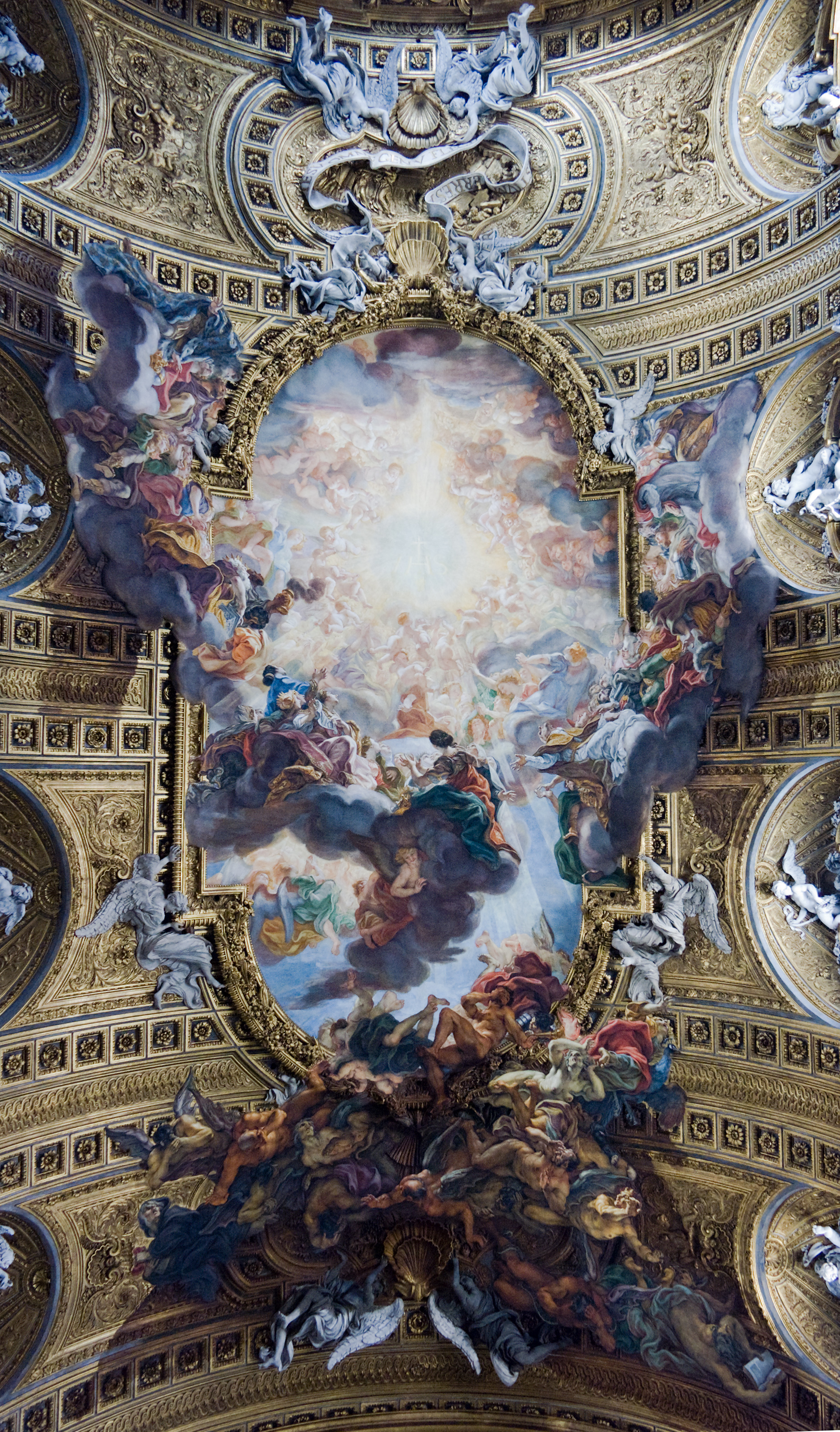
Плафон